# Panzer Dragoon
Panzer Dragoon es una serie de videojuegos creada por Yukio Futatsugi y desarrollada por Sega, que también se encarga de su distribución internacional. Ambientada en un escenario postapocalíptico, está protagonizada por jinetes a lomos de dragones que se enfrentan a toda clase de peligros para evitar la destrucción de la humanidad.
Los tres primeros títulos fueron producidos por Team Andromeda para la videoconsola Sega Saturn entre 1995 y 1998, mientras que el cuarto fue desarrollado por Smilebit para Xbox en 2002. Además ha habido adaptaciones para las consolas portátiles R-Zone y Game Gear. Todos los juegos siguen una mecánica de disparos sobre raíles salvo Panzer Dragoon Saga (1998), que fue concebido como un videojuego de rol. En 2020, veinticinco años después del lanzamiento, se publicó una remasterización de Panzer Dragoon para plataformas digitales.

## Resumen de la trama
La serie está ambientada en un mundo postapocalíptico donde los humanos han recuperado la tecnología de la Edad Antigua, una civilización muy avanzada que había sido destruida siglos atrás. Los Antiguos se valieron de la ingeniería genética para convertir a otros seres vivos en armas biológicas, pero todo ello desencadenó una guerra que estuvo cerca de extinguir a la humanidad. Como resultado, los descendientes mutados de esas criaturas se han fusionado con el ecosistema y siguen representando una amenaza.
La civilización actual ha generado nuevas formas de gobierno que utilizan la tecnología de la Edad Antigua para defenderse de los mutantes, mediante la creación de modernas armas y aeronaves, pero también para librar sus propias guerras entre naciones. En ese contexto irrumpen los protagonistas, unos jinetes a lomos de misteriosos dragones voladores acorazados, que deberán enfrentarse a los enemigos para evitar que la civilización se autodestruya por culpa de sus propios actos.

## Concepto y diseño

### Producción

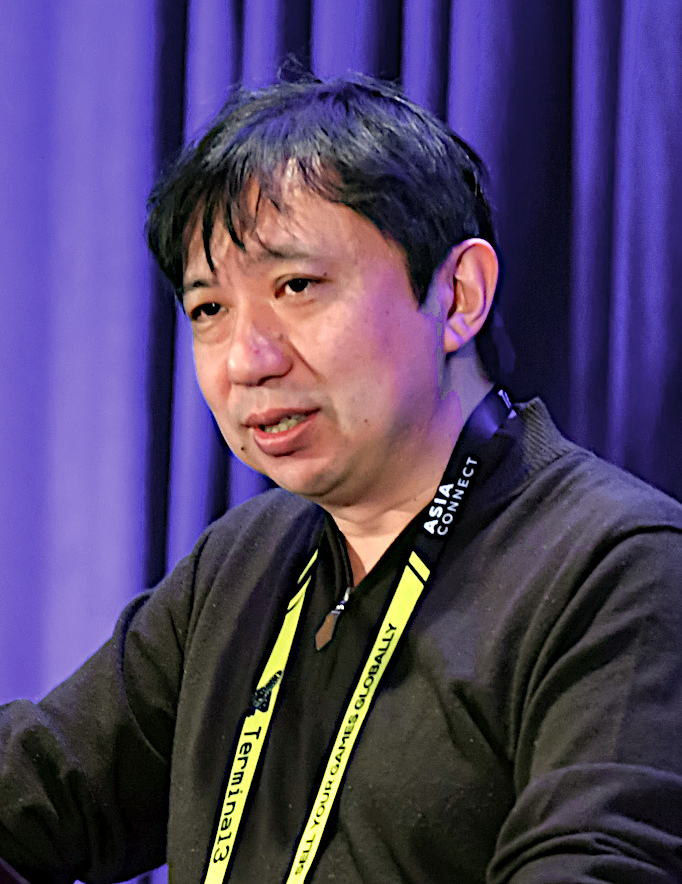
Yukio Futatsugi, creador de Panzer Dragoon, en 2019.

Los orígenes de Panzer Dragoon se remontan al lanzamiento de Sega Saturn, la videoconsola de quinta generación de Sega. En 1993, la compañía japonesa pidió a sus desarrolladores nuevas franquicias para distintos géneros. Yukio Futatsugi, un joven programador de 23 años, propuso crear un videojuego de disparos tridimensional cuyo planteamiento convenció a la directiva. Para llevarlo a cabo, Sega fundó un equipo de desarrollo llamado Team Andromeda, liderado por Futatsugi como desarrollador jefe y Manabu Kusunoki —procedente de Sonic Team— como director artístico.
El equipo apostó por un videojuego de disparos sobre raíles en entorno tridimensional. Para distinguirse de la competencia, Futatsugi planteó un escenario apocalíptico, inspirado en la novela Invernáculo de Brian Aldiss, donde el jugador debía disparar a los enemigos a lomos de un dragón azul con coraza blanca. Por su parte, Kusunoki diseñó un universo que entremezclaba tecnología con elementos naturales, muy influido por autores como Moebius (Arzach), David Lynch (Dune) y Hayao Miyazaki (Nausicaä del Valle del Viento). De hecho, Moebius aceptó ilustrar la portada del primer juego por petición expresa de Kusunoki. El argumento se vio reforzado con una extensa historia de ciencia ficción, elementos extraídos de la cultura otomana, e incluso un idioma ficticio.
Con la historia ya perfilada, Team Andromeda se puso a trabajar en el apartado gráfico con vistas al lanzamiento de Sega Saturn en Japón, previsto para el 22 de noviembre de 1994. Sin embargo, no fue posible terminarlo en las fechas previstas porque la propia Sega no pudo facilitarles a tiempo un prototipo de la consola. Panzer Dragoon llegó finalmente a las tiendas japonesas el 10 de marzo de 1995, y fue título de lanzamiento con la salida de Saturn en Estados Unidos y Europa ese mismo año. También contó con dos versiones para consola portátil: Panzer Dragoon R-Zone para R-Zone y Panzer Dragoon Mini para Game Gear.
Aunque Panzer Dragoon tuvo buena acogida entre público y prensa, no fue suficiente para que Sega Saturn pudiera imponerse en la guerra de consolas con la PlayStation de Sony. Ante el temor de que esa circunstancia pudiera acabar con la serie, Team Andromeda planificó a la vez dos juegos más que completaban la historia: Panzer Dragoon II Zwei, precuela que seguiría la mecánica de disparos sobre raíles, y Panzer Dragoon Saga, un videojuego de rol. Cada uno de ellos tuvo su propio equipo de desarrollo bajo supervisión de Futatsugi y Kusunoki.
La producción de Panzer Dragoon II Zwei no sufrió contratiempos porque utilizó el motor gráfico del original, de modo que salió al mercado en el primer semestre de 1996. Sin embargo, el desarrollo de Panzer Dragoon Saga fue bastante tortuoso y llevó al límite la relación entre la dirección y el equipo creativo. Sega instó al Team Andromeda a sacar un videojuego de rol que compitiese con Final Fantasy VII, exclusivo de PlayStation, así que se rehízo el motor gráfico desde cero para que soportase exploración de mapas tridimensionales, secuencias de batalla, y efectos visuales en tiempo real. El programador Akihiko Mukaiyama, procedente de Sakura Taisen, diseñó un nuevo sistema de combate que fusionaba los disparos con mecánicas de turnos. Después de dos años de desarrollo y numerosos retrasos, la tercera entrega salió al mercado en enero de 1998.
A pesar de las expectativas generadas en torno a Panzer Dragoon Saga, sus cifras se vieron lastradas por las bajas cifras globales de Sega Saturn. En Japón vendió menos unidades que las dos entregas anteriores, mientras que en Europa y Norteamérica —donde Saturn estaba siendo un fracaso comercial— apenas se editaron copias porque Sega ya estaba centrada en el lanzamiento de la nueva Dreamcast. Con todo, Saga es considerado uno de los mejores títulos de Saturn por la prensa especializada, y con el paso del tiempo se ha convertido en una obra de culto.
Después del lanzamiento de Panzer Dragoon Saga, Sega desmanteló Team Andromeda y reestructuró todos sus equipos de desarrollo. Futatsugi y Kusunoki se marcharon de la compañía, mientras que otros miembros recalaron en el estudio Smilebit. En el 2000, cuando Sega dejó de lado la producción de consolas para convertirse en un desarrollador independiente, retomó la saga Panzer Dragoon con un nuevo título para Xbox. La cuarta y última entrega, Panzer Dragoon Orta, salió a la venta en diciembre de 2002, fue desarrollada por Smilebit y estuvo dirigida por Akihiko Mukaiyama, quien recuperó la mecánica de disparos sobre raíles y contó con parte del equipo creativo original.
En 2020, veinticinco años después del lanzamiento original, Sega editó una remasterización del primer Panzer Dragoon para plataformas digitales.

### Sistema de juego
Las dos primeras entregas de Panzer Dragoon son videojuegos de disparos sobre raíles, donde el jugador controla a un dragón acorazado y a su jinete mientras sobrevuelan un escenario lleno de adversidades. El argumento se desarrolla a través de escenas cinemáticas que se muestran entre los niveles. Para superarlos, el jugador deberá apuntar a los enemigos con una mirilla, que se mueve con el control analógico, y dispararles ya sea con el arma del jinete o con el láser del propio dragón, sin límite de munición. También es posible usar la mirilla para controlar el dragón y esquivar los obstáculos que irrumpen en pantalla. Los escenarios se desarrollan en un entorno tridimensional; aunque no es posible explorarlos libremente, el jugador tiene un campo de visión de 360 grados y puede apuntar desde posiciones distintas.
Panzer Dragoon II Zwei introdujo mejoras como la posibilidad de guardar partidas, evolucionar el dragón según la puntuación del nivel, rutas alternativas para superar los escenarios, y el golpe especial berserk que, una vez esté cargado, puede eliminar a todos los enemigos en pantalla. En Panzer Dragoon Orta la evolución del dragón puede hacerse durante el propio juego con tres versiones que permiten alternar las estadísticas de ataque y defensa.
La tercera entrega de la serie, Panzer Dragoon Saga, es un videojuego de rol que establece encuentros aleatorios con los enemigos, y un nuevo sistema que mezcla combates por turnos con decisiones en tiempo real. Además, el jugador puede explorar el escenario a pie o a lomos del dragón, hablar con personajes no jugables, mejorar sus armas, comprar objetos y valerse de la mirilla para interactuar con elementos del escenario.

### Música
La banda sonora del primer Panzer Dragoon fue compuesta por el músico Yoshitaka Azuma, quien eligió una mezcla de arreglos orquestales y piezas de sintetizador. Toda la música se compuso con el juego ya terminado para que pudiese reflejar fielmente el estilo visual y los sucesos en todas las fases. Al ser un juego de disparos sobre raíles, las piezas se reproducen para coincidir con la posición del jugador en cada nivel. A partir de la segunda entrega, la banda sonora corrió a cargo de músicos asociados a Sega.
Panzer Dragoon II Zwei sienta las bases de la banda sonora del resto de entregas. La compositora principal de ese juego fue Yayoi Wachi, quien apostó por sonidos étnicos y tribales generados con el hardware de Saturn. Este estilo se mantuvo en Panzer Dragoon Saga, donde los músicos Saori Kobayashi y Mariko Nanba hicieron temas influidos por el folk, el new age y la música clásica, arreglados por Hayato Matsuo. Algunos de ellos fueron interpretados por Eri Itō, conocida en la época como actriz de doblaje en películas de Disney. La mayoría del equipo de Saga también se encargó de la banda sonora de Panzer Dragoon Orta.

## Videojuegos

### Panzer Dragoon

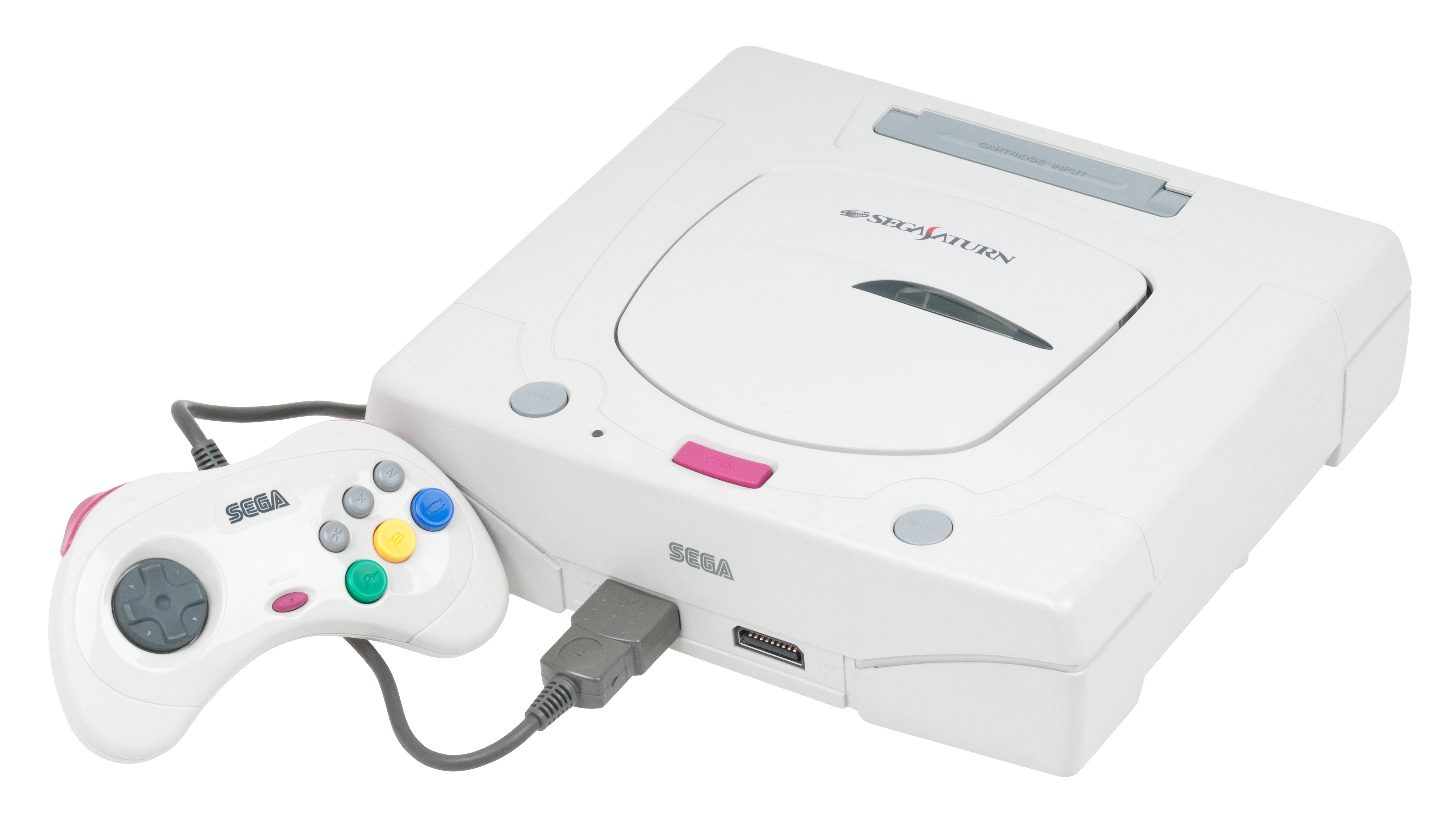
Las tres primeras entregas de Panzer Dragoon salieron en Sega Saturn.

La primera entrega salió en 1995 y fue uno de los primeros títulos de Sega Saturn. El protagonista se llama Keil Fluge, un explorador que se ve envuelto en una batalla entre dos dragones voladores: uno azul y otro negro. Después de que el jinete del dragón azul quedase mortalmente herido en una batalla, Keil asume la responsabilidad de montarlo y deberá evitar que el dragón negro reactive una ruina de la Edad Antigua con enorme potencial destructivo.
Este juego asienta la mecánica de disparos sobre raíles en un entorno tridimensional, dividida en seis niveles con sus correspondientes jefes finales. El jugador controla al dragón volador a través de una mirilla que permite apuntar, disparar y esquivar a los enemigos desde posiciones distintas. Aunque se plantea un escenario abierto, el jugador no puede salirse de los caminos prefijados. Panzer Dragoon aportó novedades al género como el campo de visión de 360 grados y las escenas cinemáticas, con su propio motor gráfico, que introducían el argumento.

### Panzer Dragoon II Zwei
El segundo juego se lanzó para Sega Saturn en 1996. Se trata de una precuela del título original protagonizada por Jean-Jacque Lundi, un joven ganadero que desafía el tabú de criar a un animal de carga mutante al que llama Lagi, y que resulta ser la encarnación de un dragón. El pueblo de Lundi es destruido en el transcurso de una guerra, por lo que marchará a lomos de Lagi en busca de venganza. Conforme avanza el juego, Lagi se desarrolla hasta convertirse en un temible dragón volador que termina sacrificándose por la humanidad.
Zwei introdujo mejoras como la evolución del dragón, rutas alternativas, la opción de guardar partida y el golpe especial berserk que daña a todos los enemigos en pantalla. Al completarlo se desbloquea un menú extra de opciones, Pandora's Box, que se ha mantenido en el resto de entregas.

### Panzer Dragoon Saga
Panzer Dragoon Saga —titulado Azel: Panzer Dragoon RPG en Japón— es un videojuego de rol publicado para Sega Saturn en 1998. El protagonista es Edge, un soldado imperial que se encuentra con una joven criogenizada, llamada Azel, durante el ataque rebelde a un yacimiento de la Edad Antigua. Después de caer por un barranco, Edge despierta sin recordar lo sucedido y es rescatado por un dragón volador blindado que le ayuda a escapar y que termina aceptándolo como jinete. A lo largo del juego, Edge buscará vengarse de las fuerzas rebeldes de Craymen. También se profundiza en su relación con la misteriosa Azel, quien proviene de la antigua civilización y resulta ser una criatura artificial —drone o demihumano— de la Edad Antigua.
A diferencia de entregas anteriores, Saga introdujo mecánicas de rol como encuentros aleatorios, interacción con personajes no jugables y exploración del escenario. El sistema de combate mezcla ataques por turnos con decisiones en tiempo real. Además, el dragón puede adoptar distintas formas según la característica que se quiere potenciar. Saga es uno de los títulos más emblemáticos de Sega Saturn, tanto por su jugabilidad y gráficos como por la profundidad de la historia, y se ha convertido en una obra de culto debido a su escasa difusión en el mercado occidental.

### Panzer Dragoon Orta

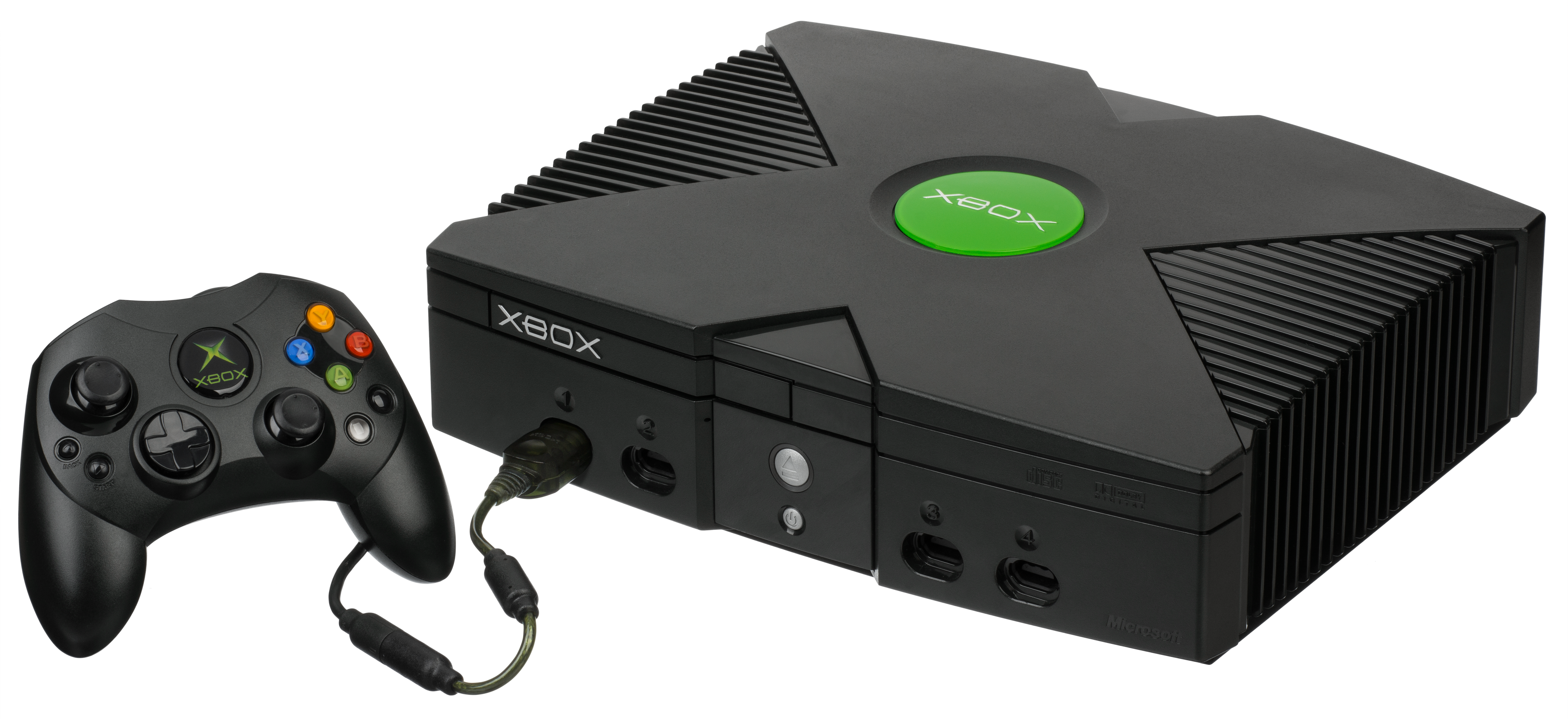
Sega publicó Panzer Dragoon Orta en Xbox como desarrollador independiente.

El cuarto juego salió al mercado para Xbox a finales de 2002 y fue desarrollado por Smilebit, un estudio con antiguos integrantes del Team Andromeda. La historia está ambientada en un tiempo posterior a Saga y su protagonista es Orta, una joven chica de pasado desconocido que es rescatada de su cautiverio por un dragón volador. A lo largo del juego se explora el pasado de Orta y sus orígenes demihumanos, la verdadera razón por la que numerosas facciones pretenden capturarla y utilizarla como arma.
Esta entrega recupera la mecánica de disparos sobre raíles y añade algunos elementos introducidos en Saga, como las formas de combate del dragón y las esquivas entre los enemigos. Panzer Dragoon Orta incluye numerosos extras desbloqueables como una enciclopedia con la historia, misiones especiales, cinemáticas de entregas anteriores y una versión jugable del primer Panzer Dragoon.

### Otras versiones
Hubo dos versiones de Panzer Dragoon para videoconsolas portátiles que no corrieron a cargo del equipo principal. La primera de ellas, Panzer Dragoon R-Zone, es la menos conocida: salió a la venta en 1995 para R-Zone, una portátil fabricada por Tiger Electronics. Y la segunda, Panzer Dragoon Mini, salió en noviembre de 1996 para Game Gear como uno de sus últimos títulos editados en el mercado japonés. A diferencia del original, Mini utiliza gráficos bidimensionales con un estilo gráfico similar a Space Harrier.

## Recepción

### Comercial
Panzer Dragoon es una de las referencias de Sega Saturn que más repercusión ha tenido al final de la vida útil de la consola, si bien sus cifras nunca fueron tan altas como las de otras franquicias de Sega. En Japón, donde tuvo mayor éxito, la primera entrega vendió más de 300.000 unidades y la segunda rebasó las 289.000 copias. No obstante, Panzer Dragoon Saga apenas superó las 110.000 copias.

### Crítica e impacto
En términos generales, Panzer Dragoon ha sido valorado como uno de los títulos más representativos del género de disparos sobre raíles y del sector del videojuego en los años 1990. El primer título recibió buenas críticas de la prensa especializada, que llegó a valorarlo como uno de los mejores de 1995 y un buen ejemplo del potencial que atesoraba la nueva Sega Saturn. Los aspectos más valorados fueron el diseño artístico, los efectos visuales, la banda sonora, la escenografía y las escenas cinemáticas, pero también hubo críticas a la baja duración y el nivel de dificultad. Su secuela, Panzer Dragoon Zwei, recibió valoraciones positivas en los mismos términos que su antecesor.
Panzer Dragoon Saga está considerado uno de los mejores títulos del catálogo de Sega Saturn, y ha llegado a ser definido un «canto del cisne» tanto de la propia consola como de Team Andromeda como estudio. A nivel técnico fue uno de los que mejor aprovechó el hardware de la máquina, e introdujo innovaciones para la época como exploración de escenarios, renderización en tiempo real y escenas de voz. Con el paso del tiempo, las ediciones europea y estadounidense de Panzer Dragoon Saga se han convertido en piezas de coleccionista por las escasas unidades que se editaron.

### Adaptaciones
El estudio Production I.G hizo un anime directamente para video, estrenado en 1996, que adaptaba la trama del primer juego. Aunque mantiene a Keil y el dragón azul como protagonistas, la historia difiere al añadir un personaje femenino, Alita, que ha sido raptada por el dragón negro.
En 2012, el videojuego Sonic & All-Stars Racing Transformed incluyó un circuito de carreras inspirado en el universo de Panzer Dragoon.